# Blandad form
Ett bråk är skrivet i blandad form då det är uppdelat i en heltalsdel samt i en återstående bråk-del som är ett äkta bråk. Exempelvis kan bråket {\displaystyle {\frac {20}{3}}} skrivas som {\displaystyle 6{\frac {2}{3}}}. Heltalsdelen skrivs tätt intill bråk-delen, observera således att {\displaystyle 6{\frac {2}{3}}\neq 6\cdot {\frac {2}{3}}}, istället är {\displaystyle 6{\frac {2}{3}}=6+{\frac {2}{3}}={\frac {6\cdot 3+2}{3}}}. 